# キヤノン EOS 7D

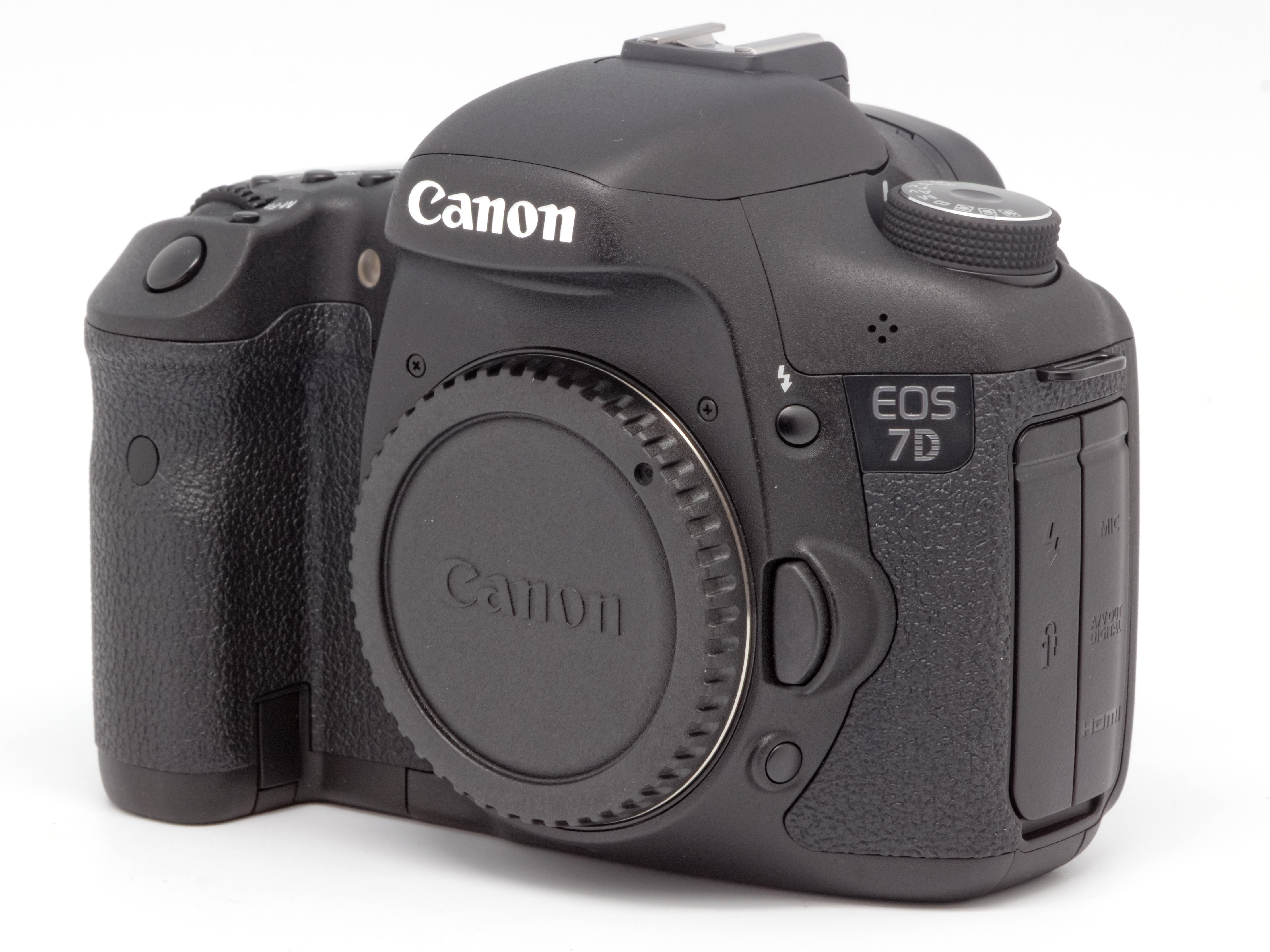
キヤノン EOS 7D

キヤノン EOS 7D（イオス セブンディー）は、2009年10月2日に発売されたキヤノン製デジタル一眼レフカメラである。
撮像素子は、約1800万画素のCMOSセンサーを採用し、サイズはAPS-Cサイズ(22.3×14.9mm)である。記憶媒体は、CFカード（タイプI、II準拠、UDMA対応）を採用する。
キャッチコピーは、「IMAGE MONSTER」（イメージモンスター）である。
2012年現在、「デジタル一眼レフカメラEOSシリーズ」の製品ラインアップ中、「ハイアマチュアモデル」に位置づけられている。
2012年8月7日に、機能向上ファームウエアが無償公開される。このファームウエアのバージョンアップのキャッチコピーは「IMAGE MONSTER2.0」としている。後継機は2014年発売のEOS 7D MarkII。

## 概要
本機は、2008年9月に発売された「EOS 50D」よりもワンランク上のデジタル一眼レフカメラとして開発される。
キヤノンは、発売前の2009年9月1日の発表で、プロ機 に匹敵する機能や性能を有するモデルとしている。
約1800万画素のCMOSセンサー、デュアルDIGIC 4による画像処理、8コマ/秒の連続撮影、19点クロスAFセンサー、視野率約100%のファインダーなどを有する。EOS 50Dに比べ、防塵防滴構造も強化された。また、フルHD動画撮影にも対応している。
「EF-S15-85mm F3.5-5.6 IS USM」の広角側に対応するため、内蔵ストロボの対応焦点距離を15mmに拡大している。「EOS 50D」の内蔵ストロボの対応焦点距離は、17mmである。
EOSシリーズで初めて「内蔵スピードライトトランスミッター機能」を搭載する。従来は、カメラ本体のアクセサリーシューに送信機を装着し、ワイヤレススレーブ機能を搭載した外部ストロボを2台以上用意しなければ「多灯ライティング」は行えなかった。この機能が搭載されたことにより、カメラの内蔵ストロボとスレーブ機能搭載外部ストロボ1台から可能となる 

## 主な仕様

### 基本仕様
- 型式：ストロボ内蔵、デジタル一眼レフレックスAF・AEカメラ
- 記録媒体：CFカード（タイプI、II準拠、UDMA対応 Mode6まで対応）
- 撮像画面サイズ：22.3×14.9mm（APS-Cサイズ）
- 使用レンズ：キヤノンEFレンズ群（EF-Sレンズを含む）
- レンズマウント：キヤノンEFマウント

### 撮像素子
- 撮像素子形式：CMOSセンサー
- カメラ部有効画素：約1800万画素
- アスペクト比：3:2
- ダスト除去機能：自動・手動・ダストデリートデータ付加

### 記録形式
- 記録フォーマット：DCF 2.0
- 画像タイプ：JPEG・RAW(14bit)[18]・RAW+JPEG同時記録可能
- 記録画素数
  - JPEG
    - L（ラージ） - 約1790万(5184×3456)画素
    - M（ミドル） - 約800万(3456×2304)画素
    - S（スモール） - 約450万(2592×1728)画素

  - RAW(14bit)
    - RAW - 約1790万(5184×3456)画素
    - M-RAW - 約1010万(3888×2592)画素
    - S-RAW - 約450万(2592×1728)画素
- フォルダ作成／選択：可能

### 画像処理
- ピクチャースタイル：スタンダード・ポートレート・風景・ニュートラル・忠実設定・モノクロ・ユーザー設定1〜3
- ホワイトバランス：オート・プリセット（太陽光・日陰・くもり・白熱電球・白色蛍光灯・ストロボ）・マニュアル・色温度指定（2500〜10000K〈100Kステップ〉）・ホワイトバランス補正、ホワイトバランスブラケティング可能
- ノイズ低減：長秒時露光のノイズ低減、高感度撮影時のノイズ低減に対応
- 画像の明るさ自動補正：オートライティングオプティマイザにより対応
- 高輝度側･階調優先：可能[19]
- レンズ周辺光量補正：可能

### ファインダー
- ファインダー方式：ペンタプリズム使用、アイレベル式
- 視野率：上下/左右とも約100%[注 2]
- 倍率：約1.0倍[20]
- アイポイント：約22mm[21]
- 視度調整範囲：約－3.0～＋1.0m−1(dpt)
- フォーカシングスクリーン：固定式
- 構図表示：グリッド表示、水準器（水平方向：1°ステップ ±6°・垂直方向：1°ステップ ±4°）
- ミラー：クイックリターン式
- 被写界深度確認：可能

### オートフォーカス
- フォーカス方式：TTL二次結像位相差検出方式
- 測距点：19点（全点クロス測距）
- 輝度範囲：EV –0.5～18（常温・ISO100）
- フォーカスモード：ワンショットAF・AIサーボAF・AIフォーカスAF・手動(MF)
- 測距エリア選択モード：1点AF・スポット1点AF・領域拡大AF・ゾーンAF・19点自動選択AF
- AF補助光：内蔵ストロボ間欠発光方式
- AF微調整：AFマイクロアジャストメントにより対応

### 露出制御
- 測光方式：63分割TTL開放測光
  - 評価測光（すべてのAFフレームに対応）
  - 部分測光（中央部・ファインダー画面の約9.4%）
  - スポット測光（中央部・ファインダー画面の約2.3%）
  - 中央部重点平均測光
- 測光範囲：EV1〜20（常温・「EF50mm F1.4 USM」使用・ISO100）
- 露出制御方式：プログラムAE（全自動、クリエイティブ全自動、プログラム）、シャッター優先AE、絞り優先AE、マニュアル露出、バルブ
- ISO感度（推奨露光指数）
  - 全自動・クリエイティブ全自動 - ISO100〜3200自動設定
  - プログラム(P),シャッター優先AE(Tv),絞り優先AE(Av),マニュアル露出(M),バルブ(B) - ISO100〜6,400任意設定（1/3段ステップ）・自動設定・ISO 12,800までの感度拡張が可能
- ISOオート：設定可能（バルブ・ストロボ撮影時はISO400固定）
- ISOオート時の上限感度設定設定 - ファームウェアVersion2.0.0以降搭載機のみ、上限400・上限800・上限1600・上限3200・上限6400に設定可能。
- 露出補正
  - 手動 - 1/3、1/2段ステップ±5段
  - AEB（手動露出補正との併用可能）：1/3、1/2段ステップ±3段
- AEロック
  - 手動：AEロックボタン押しによる
  - 自動：ワンショットAF・評価測光時、合焦と同時にAEロック

### シャッター
- シャッター形式：電子制御式、フォーカルプレーンシャッター
- シャッター速度：1/8000〜1/60秒（全自動モード）、X[22]=1/250秒、1/8000〜30秒、バルブ（すべての撮影モードを合わせて）

### ストロボ
- 内蔵ストロボ
  - リトラクタブル式、オートポップアップストロボ、内蔵スピードライトトランスミッター機能装備
  - ガイドナンバー12（ISO 100相当・m）
  - 対応画角 - 焦点距離15mm相当の画角に対応
  - 充電時間 - 3秒
- 外部ストロボ：キヤノン製EXシリーズスピードライト（カメラ側操作で機能設定可能）
- 調光方式：E–TTL II 自動調光
- ストロボ調光補正：1/3、1/2段ステップ±3段
- FEロック[23]：可能
- シンクロ端子：あり

### ドライブ関係
- ドライブモード：1枚撮影・高速連続撮影・低速連続撮影・セルフタイマー 10秒／リモコン・セルフタイマー 2秒／リモコン
- 連続撮影速度：最高約8コマ/秒
- 連続撮影可能枚数[24]
  - ファームウェアVersion 1.0.8（発売時）〜ファームウェアVersion 1.2.5 - 数値は、キヤノン試験基準4GBカードを使用時の枚数。（ ）内の数値は、キヤノン試験基準UDMA対応4GBカード使用時の枚数。
    - JPEGラージ/ファイン - 約94（126）枚
    - RAW - 約15（15）枚
    - RAW+JPEGラージ/ファイン - 約6（6）枚

  - ファームウェアVersion2.0.0以降 - 数値は、キヤノン試験基準8GBカードを使用時の枚数。（ ）内の数値は、キヤノン試験基準UDMA対応128GBカード使用時の枚数。
    - JPEGラージ/ファイン - 約110（130）枚
    - RAW - 約23（25）枚
    - RAW+JPEGラージ/ファイン - 約17（17）枚

### ライブビュー撮影機能
- フォーカス
  - ライブモード・顔優先ライブモード（コントラスト検出方式）・クイックモード（位相差検出方式）
  - 手動ピント合わせ - 5倍/10倍拡大確認可能
- 測光方式：撮像素子による評価測光
- 測光範囲：EV 1〜20（常温・「EF50mm F1.4 USM」使用・ISO100）
- 静音撮影：可能（モード1、2）
- グリッド表示：2種類

### 動画撮影機能
動画撮影機能は最大1,920×1,080ピクセルのフルHDに対応。最大フレームレートはフルHD時が30fps、1,280×720ピクセルとSD時が60fpsで記録可能、外部マイクを使用すればステレオ音声記録になる。マニュアルによる露出制御にも対応し、レンズボケ味を入れた動画は、一眼ムービーらしさを可能としている。

### 液晶モニター
- 形式：TFT式カラー液晶モニター
- 画面サイズ／ドット数：3.0型(3:2)／約92万ドット(VGA)
- 視野率：約100%
- 明るさ調整：自動・手動
- 水準器表示：可能（水平方向：1°ステップ ±6°・垂直方向：1°ステップ ±4°）

### 再生機能
- 像表示形式：1枚・1枚＋情報（記録画質、撮影情報、ヒストグラム）・4枚インデックス・9枚インデックス・画像回転可能
- 拡大ズーム倍率：約1.5〜10倍
- 画像表示検索：1枚/10枚/100枚/撮影日/フォルダ/動画/静止画
- ハイライト警告：ハイライト部分点滅表示
- スライドショー：全画像/フォルダ/日付/動画/静止画
- 動画再生：可能（液晶モニター、映像/音声出力、HDMI出力）・スピーカー内蔵

### インターフェース
- 映像/音声出力・デジタル端子（A/V OUT/DIGITAL端子）：アナログ映像（NTSC、PAL対応）/ステレオ音声出力、パソコン通信、ダイレクトプリント用（Hi-Speed USB相当）
- HDMIミニ出力端子：タイプC（解像度自動切り換え）
- 外部マイク入力端子：φ3.5mmステレオミニジャック
- リモコン端子：リモートコントロールシステムN3タイプに対応
- ワイヤレスリモコン：「リモートコントローラーRC-1」「リモートコントローラーRC-5」に対応
- 拡張システム端子：「ワイヤレスファイルトランスミッター WFT-E5B」接続用

### 電源
- 使用電池：キヤノン製「バッテリーパック LP-E6」1個
  - 「バッテリーパック LP-E6」 - 形式：リチウムイオン電池・公称電圧：DC7.2V・放電容量：1,800mAh・質量：約80g
  - AC駆動：キヤノン製「ACアダプターキット ACK-E6」使用により可能
  - 「バッテリーグリップBG-E7」装着時
    - 単3形電池による駆動 - 「バッテリーマガジンBGM-E6」に単3形電池を6本装填することにより可能。
    - 「バッテリーパック LP-E6」を1個、または2個使用可能。
- 電池情報：残容量・撮影回数・劣化度の確認が可能。
- 撮影可能枚数（CIPA試験基準[25] による）
  - ファインダー撮影 - 常温(23℃) 約800枚／低温(0℃) 約750枚
  - ライブビュー撮影 - 常温(23℃) 約220枚／低温(0℃) 約210枚
- 動画撮影可能時間（フル充電のバッテリーパックLP–E6使用時）
  - 常温(23℃) - 約1時間20分
  - 低温(0℃) - 約1時間10分
- 日付/時計機能用電池：リチウム電池「CR1616」1個使用

### 大きさ・質量
- 大きさ（幅×高さ×奥行き）：約148.2×110.7×73.5mmmm
- 質量：約820g（本体のみ）／約910g（CIPAガイドライン[26] による）

### 動作環境
- 使用可能温度：0℃〜+40℃
- 使用可能湿度：85%以下

## ファームウェアの変更点

### Version 1.x.x
Version 1.0.8
発売初期のカメラに搭載されたファームウェア
Version 1.0.9
2009年10月19日に公開されたファームウェア
- - ライブビュー撮影のAF精度の向上。
  - ごく稀に、動画撮影時に正常な色で画像が記録されない問題を修正。
  - ストロボ撮影時の不具合の修正。

Version 1.1.0
2009年11月5日に公開されたファームウェア
- - 連続撮影の際に撮影シーンにより1コマ前の画像の一部が次の撮影画像に重なって記録されてしまう残像現象が発生する問題を修正[29]。

Version 1.2.0
2010年4月出荷分のカメラにのみ搭載された非公開ファームウェア
Version 1.2.1
2010年4月15日に公開されたファームウェア
- - ライブビュー撮影時・動画撮影時の温度警告表示および温度上昇による自動終了時間の延長。
  - オートISO設定時のプログラムシフトの最適化。
  - フランス語を表示可能な製品に対して、メニュー画面表示の誤記を修正。
  - 動画撮影モードで静止画を撮影した場合に、マゼンタ色の縦縞が出る現象を修正。この現象は、ファームウェア「Version 1.2.0」搭載製品において、マニュアル露出モードかつISO感度を「H」に設定した時にのみ発生する。

Version 1.2.2
2010年7月22日に公開されたファームウェア
- - マクロレンズなどの一部のレンズを使用した「マニュアル露出モード」の動画撮影時にフォーカシングした際に、設定したレンズの絞りが動くことがある現象を修正。なお、開放F値が変化するズームレンズを使用した「マニュアル露出モード」の動画撮影時に、ズーミングした際もレンズの絞りは変わるが、これは焦点距離に応じて適正な絞りとなるよう制御しているための正常な動作である。
  - カスタム機能の「C.Fn III - 7 AFフレーム任意選択時の循環[32]」で「1:する」を設定した際に、左下のAFフレームから中央左端のAFフレームに移動しない不具合を修正。
  - 縦位置撮影時におけるファインダー内水準器のAFフレームの表示をカメラの傾きが高い方のAFフレームが点灯するように修正。
  - スペイン語およびタイ語を表示可能な製品に対して、メニュー画面表示の誤記を修正。

Version 1.2.3
2010年11月25日に公開されたファームウェア
- - 「スピードライトトランスミッター ST-E2」使用時に、カメラとST-E2の両方がオートパワーオフするとST-E2の設定が初期化される現象を修正。
  - 「マクロリングライトMR-14EX」、および「マクロツインライトMT-24EX」とスレーブストロボを使用してワイヤレス撮影した場合に、同調発光しないことがある現象を修正。

Version 1.2.4
非公開ファームウェア

Version 1.2.5
2011年4月26日に公開されたファームウェア
- - 特定のCFカードで動画撮影を繰り返した場合に、撮影した動画ファイルが稀に開けないことがある現象を修正。
  - 特定のCFカードで静止画撮影を繰り返した場合に、CFカードとの通信エラー「Err02」が表示されることがある現象を修正。
  - 32GB以上の大容量CFカードを使用した際に、CFカードの残容量が少なくなった状態でCFカードや電池の出し入れ直後に動画撮影すると、撮影が停止することがある現象を修正。
  - UDMA7対応のCFカードを使用した時の書き込み速度・読み取り速度の向上。（書き込み・読み出しスピードは、UDMA6のCFカードと同等。）
  - カスタムファンクション「C.Fn 4-1」の設定で、レンズのAFストップボタンに“手振れ補正機能（IS）作動”を割り当てると、AFストップボタンが無いレンズで手ぶれ補正機能が動作しない現象を修正。
  - （海外モデルのみ）メニュー画面に表示される言語の「アラビア語」と「ポルトガル語」の誤記を修正。（日本向けモデルでは上記の言語は表示は不可。）

### Version 2.x.x
Version 2.0.0
2012年8月7日に公開されたファームウェア
不具合の修正以外にも、機能の向上と新機能が追加される。
- - 連続撮影可能枚数の向上。 - キヤノン試験基準[36] での測定値。（）内の数値はキヤノン試験基準の「UDMA対応128GB CFカード」使用時の連続撮影可能枚数。
    - 記録画質「JPEG ラージ/ファイン」時：約94枚[37] から約110枚[38]（約126枚から約130枚）に向上。
    - 記録画質「RAW」時：約15枚[37] から約23枚[38]（約15枚から約25枚）に向上。
    - 記録画質「RAW+JPEG ラージ/ファイン」時：約6枚から約17枚に向上[39]。

  - 「GPSレシーバー GP-E2」に対応。
  - ISOオート時の上限感度設定機能の追加。 - 上限感度値はISO400・800・1600・3200・6400。
  - カメラ内RAW現像機能の追加。
  - 画像再生時のクイック設定機能の追加。
  - レーティング機能[40] の追加。
  - JPEGリサイズ機能の追加。
  - 録音レベルマニュアル調整機能の追加 - 録音レベルを64段階で任意に調整する機能を追加。
  - ファイル名自由文字設定機能の追加 - 画像ファイル名の先頭の文字を、初期設定「IMG_」・ユーザー設定1「任意の4文字」・ユーザー設定2「3文字+画像サイズ」設定する機能の追加。
  - エリア（タイムゾーン）設定機能の追加。
  - 画像拡大時の画面スクロール速度の向上。
  - 外部ストロボを使用して断続的な連続発光した際の不具合[41] を修正。
  - 動画のExif情報の色空間情報の修正。

Version 2.0.3
2012年9月12日に公開されたファームウェア
ファームウェアVersion 2.0.0の不具合を修正。
- - オートパワーオフを「1分」などに設定して使用した際に、正常にオートパワーオフせずにカメラが動作しなくなることがある現象を修正。
  - ファインダー内表示の「連続撮影可能枚数（バースト枚数）」が少ない枚数で表示される不具合を修正。
  - カメラ内で現像したRAW画像を保存する際の表示の誤記を修正。（日本語・韓国語は非該当）

## 評価

### 海外
Canon USA
キヤノンUSAにおける「キヤノン プロフェッショナル サービス」(CPS)では、CPSプラチナレベル対象製品 に認定されている（2010年7月現在）。
- - 「EOS 7D」を2台、もしくは「EOS 7D」1台と「EOS 7D」以外のプラチナレベル対象製品1台を所有し、かつキヤノンプロレンズリストに登録されている製品3本を所有する専業写真家は、キヤノンUSAのCPSプラチナレベル会員に登録可能である。
  - 「EOS 7D」1台とゴールドレベル対象製品1台を所有し、かつキヤノンプロレンズ3本を所有する専業写真家は、キヤノンUSAのCPSゴールドレベル会員に登録可能である。
  - 「EOS 7D」1台とシルバーレベル対象製品1台を所有し、かつキヤノンプロレンズ3本を所有する専業写真家は、キヤノンUSAのCPSシルバーレベル会員に無料登録可能である。[43]。

Canon Europe
キヤノンヨーロッパにおける「キヤノン プロフェッショナル サービス」(CPS)では、CPSシルバー会員の資格を与える製品 に認定されている。（2010年4月現在）
- - 「EOS 7D」を2台、もしくは「EOS 7D」1台とシルバー会員資格を与えられるカメラを1台を所有し、かつシルバー資格を与えるレンズを3本以上所有する職業写真家は、キヤノンヨーロッパのCPSシルバー会員に登録可能である。
  - キヤノンヨーロッパでは、「EOS 7D」をプラチナ・ゴールド会員の資格を与える製品として認定していない。[44]

## 視野率についての考え方
キヤノン
キヤノンは、「EOS 7D」のファインダーを「視線が捉えたままの世界を描く。視野率約100％ファインダー。」と広告・販売している。
キヤノンのファインダー視野率の基準は、上下・左右の撮影画面寸法との比率で99±1%のファインダーを「約100%」としている。
99±1%とする理由は、100%を超えるとファインダーで見えているものが画像に記録されないため視野率の上限値は100%を基本設計とするが、製造過程における差異が±1%生じることを考慮したためである。
また視野率の数値は、撮影画面との面積比率ではないとしている。なお面積比では、下限「96.04%」〜上限「100%」である。
日本
メーカーの定めるアイポイント位置にピンホールを置き、それをのぞくという方法で縦横ともに98%という調査結果が出ている。
一方、『デジタルカメラマガジン』2009年11月号におけるテストでは、ファインダー視野率は97.2%であるという結果が報告されている。
韓国
韓国では、アイニュース24が「キヤノンコリアコンシューマーイメージングは、2010年12月4日より視野率が98%以下で測定された製品については払い戻しを実施していると8日明らかにした。」と報道する。
しかし、キヤノンコリアコンシューマーイメージングは、12月3日に公式サイトで「EOS 7D ビューファインダー視野率測定の案内」を告知したのみで、12月8日に視野率が98%以下で測定された製品に対する払い戻しに関する発表を公式サイトでは行っていない。